# Oskar Mellander
Oskar Mellander, född 4 oktober 1979 i Falköping, är en svensk regissör och manusförfattare. Han har bland annat regisserat och skrivit Barna Hedenhös uppfinner julen och Jakten på tidskristallen.

## Filmografi
- 2012 – Den sista dokusåpan (TV-serie)
- 2013 – Barna Hedenhös uppfinner julen (TV-serie)
- 2017 – Jakten på tidskristallen (TV-serie)
- 2020 – Andra sidan